# Lélé (Cameroun)
Pour les articles homonymes, voir Lele.
Lélé est un village de la région du Sud du Cameroun. Situé dans l'arrondissement (commune) de Mintom dans le département du Dja-et-Lobo, Lélé est localisé près de la jonction des frontières du Cameroun, du Gabon et de la République du Congo.

## Géographie
Le village de Lélé est situé à moins de 10 km du Gabon et de la République du Congo. La rivière de Lélé, un affluent de la rivière gabonaise de l’Ivindo, prend sa source dans le village. Lélé est situé dans l'espace trinational Dja-Odzala-Minkébé appelé TRIDOM.

## Population et société
Lélé comptait 441 habitants lors du dernier recensement de 2005.